# 秦梦瑶 (演员)
秦梦瑶（1991年—），河南省荥阳市人，因获得2000年河南卫视《梨园春》栏目戏迷擂台赛的银奖而广为人知。其扮演的豫剧《朝阳沟》中“拴保娘”的形象深入人心，被人称为豫剧小老太。她曾荣获全国少儿戏曲小梅花金奖，并出任中国扶贫和河南省希望工程的形象大使。